# 靈厄里克
靈厄里克（挪威語：Ringerike）是挪威布斯克吕郡的市镇，行政中心為赫讷福斯镇。市镇面积为1,552平方公里，2020年人口数量为30,641人。
靈厄里克市鎮於1964年1月1日成立，由赫讷福斯和其他四个乡村市镇合併而成。然而1977年1月1日原霍勒市镇的区域析出再次成为单独的市镇。除了本市镇外，靈厄里克传统地区还包括霍勒、克勒德斯赫拉、莫迪姆和錫格達爾等市镇。